# Roberto Enrique Guyer
Roberto Enrique Guyer (Buenos Aires, 10 de marzo de 1923-ibídem, 15 de febrero de 2016) fue un jurista y diplomático argentino. Fue embajador en Alemania (en dos oportunidades), Austria y Países Bajos, y cumplió funciones en las Naciones Unidas como Subsecretario General para Asuntos Políticos Especiales.

## Biografía
Estudió abogacía en la Facultad de Derecho y Ciencias Sociales de la Universidad de Buenos Aires, graduándose en 1948. En 1950 recibió un diploma de la Academia de Derecho Internacional de La Haya. También realizó cursos en las universidades de Oxford y Columbia. En 1952 recibió su doctorado con una tesis sobre los problemas del imperialismo, publicada al año siguiente.
En 1956 ingresó al servicio exterior argentino. En 1957 integró la Dirección de Organismos Internacionales del Ministerio de Relaciones Exteriores y Culto de la Nación. Entre 1957 y 1959, trabajó en la embajada argentina en Estados Unidos. En 1959, junto con Juan Carlos Beltramino, integró la delegación argentina que negoció el Tratado Antártico en Washington D. C.
En 1961 se convirtió en jefe de la Dirección de Soberanía Territorial, antes de convertirse en director general del Departamento Político en 1962. Entre 1962 y 1964 cumplió funciones en la embajada argentina en Bonn en la República Federal de Alemania (1949-1990) como ministro consejero. En 1964 fue nombrado jefe del departamento de Organismos Internacionales. En 1966 fue Consejero Legal interino del Ministerio de Relaciones Exteriores y Culto. De 1966 a 1970 fue embajador en los Países Bajos, bajo la presidencia de facto de Juan Carlos Onganía. En 1970 fue nombrado a cargo de la Dirección General de Antártida y Malvinas, y posteriormente fue designado director general de Política.
Entre 1971 y 1978 se desempeñó como Subsecretario General para Asuntos Políticos Especiales de la Organización de las Naciones Unidas, siendo el primer argentino designado para un alto cargo en dicha organización. También fue representante personal del Secretario General de las Naciones Unidas para las Negociaciones de Paz en el Medio Oriente, sirviendo bajo los secretarios generales U Thant y Kurt Waldheim. Fue sucedido como Subsecretario General por Javier Pérez de Cuéllar.
En 1973 dictó un curso sobre el «Sistema Antártico» en la Academia de Derecho Internacional de La Haya, acuñando dicho término.
Entre 1978 y 1984, durante parte de la dictadura autodenominada Proceso de Reorganización Nacional, fue embajador en la República Federal de Alemania, seguido de un período como embajador en Austria y representante en las organizaciones internacionales con sede en Viena desde 1987 hasta 1989, bajo el gobierno de Raúl Alfonsín. De 1990 a 1991 fue miembro del Consejo Superior de Embajadores, creado en la gestión del canciller Domingo Cavallo. Se desempeñó por segunda vez como embajador en Alemania de 1991 a 1994 bajo la presidencia de Carlos Menem.
Entre 1984 y 1986 fue director del Instituto del Servicio Exterior de la Nación. También fue profesor de derecho internacional en la Universidad de Buenos Aires y la Escuela de Defensa Nacional, y miembro de la Academia Nacional de Derecho y Ciencias Sociales de Buenos Aires.
En 1988 recibió un diploma al mérito Konex en la categoría diplomáticos.
Falleció en febrero de 2016.

## Obra
- Imperialismo, introducción a su problemática (1953).[2]
- El sistema antártico (1973).[2]

## Condecoraciones
- Alemania: Orden del Mérito en grado Gran Cruz (1969).[13]
- Dinamarca: Orden de Dannebrog en grado Gran Comandante (1969).[13]
- Países Bajos: Orden de Orange-Nassau, grado de Caballero de la Gran Cruz (1970)